# شعب البجا
البجة أو البجا أو البجا: او، بڈاويێت Bidhaawyeet) اسم يطلق على الشعب الذي يسكن ما بين ساحل كسلا والبحر الأحمر ونهر النيل في السودان وعلى امتداد الشمال مروراً بمنطقة مثلث حلايب وجنوباً  ، ومن ثم الامتداد غربا إلى قلع النحل والقلابات والقضارف والبطانة ونهر عطبرة في السودان، وهم من أقدم الشعوب الأفريقية يعود نسلهم إلى كوش بن حام بن نوح.
وكانوا معاصرين فراعنة مصر وفي حروب دائمة معهم. وفي مصر يوجد أقليةٌ بجاوية في محافظة البحر الأحمر وفي محافظة أسوان في «خور أبو سبيرة» ومدينة أسوان وفي دراو في بلدة شطب البلد

## بلاد البجا
ويشار أيضا لاسم البلاد أو الإقليم المشار له بكافة حدوده حيث أشار ابن حوقل الذي زار المنطقة وتجول بها إلى أن بلاد البجا في حدودها النهائية شملت المناطق الواقعة في جيبوتي وشملت قبائل العفر أو الدناكل المتواجدة الآن في جنوب أرتريا وشرق إثيوبيا وشمال جيبوتي وعدهم من البجا كامتداد لهم.
ويذكر بأن لهم منذ القدم ممالك متعددة وهم قوم مسالمون وودودون ولكنهم محاربون أشداء وكانو يغيرون على ممالك الفراعنة لطردهم من أراضيهم أو لأخذ جزء من الذهب الذي كان يستخرجه الفراعنة من بلاد البجا وإغاراتهم أيضا على مملكتي النوبة والحبشة وبل إسقاطهم لمملكة الحبشة القديمة وعاصمتها أكسوم في القرن الثاني الهجري / القرن الثامن الميلادي، ثم حكم البجا بلاد الحبشة لفترة من الزمن وإنشأوا عاصمة ملكهم وتدعى بقمدر (لا زالت قائمة حتى اليوم في شمال إثيوبيا) وترجمة اسم بجامدر من اللغة الأمهرية (بالأمهرية በጋምድር) هي أرض البجة. ومن ممالك البجا القديمة: مملكة نقيس ومدينة مملكتها يقال لها: هجر، ومملكة بقلين ومملكة بازين ومملكة جارين ومملكة قطعة، ومن قبائلهم حالياً: قبائل الهدندوة والأمرأر والبشاريين والحلنقة السودراب او السبدرات والحدارب والبلو والأرتيقة والأشراف والكميلاب والسيقولاب والمهلتكناب وغيرها.

## تقاليد البجا

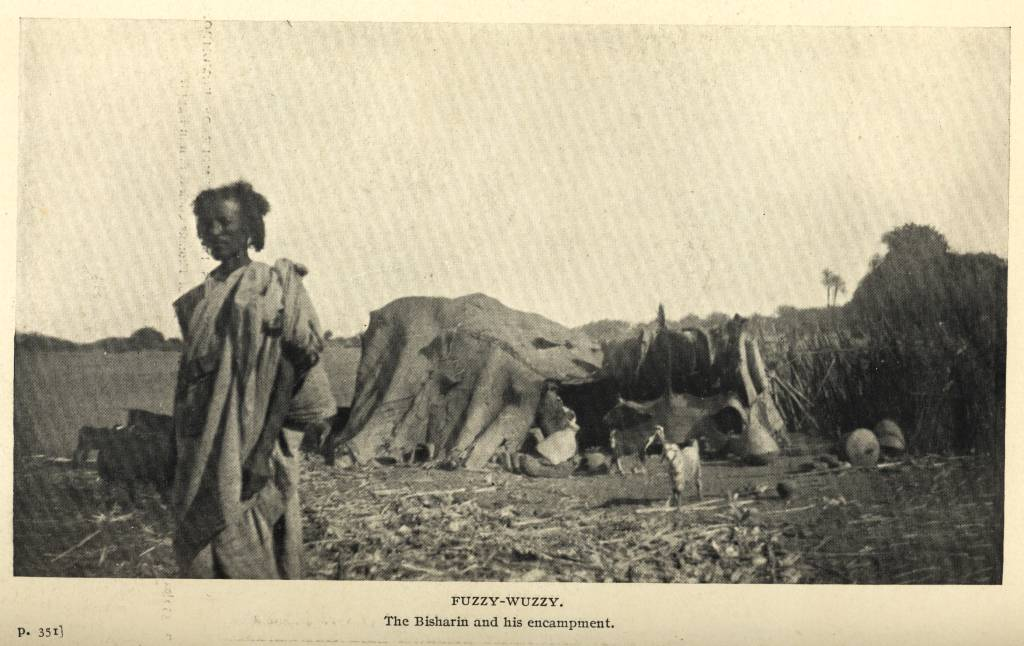
رجل «بشاري»

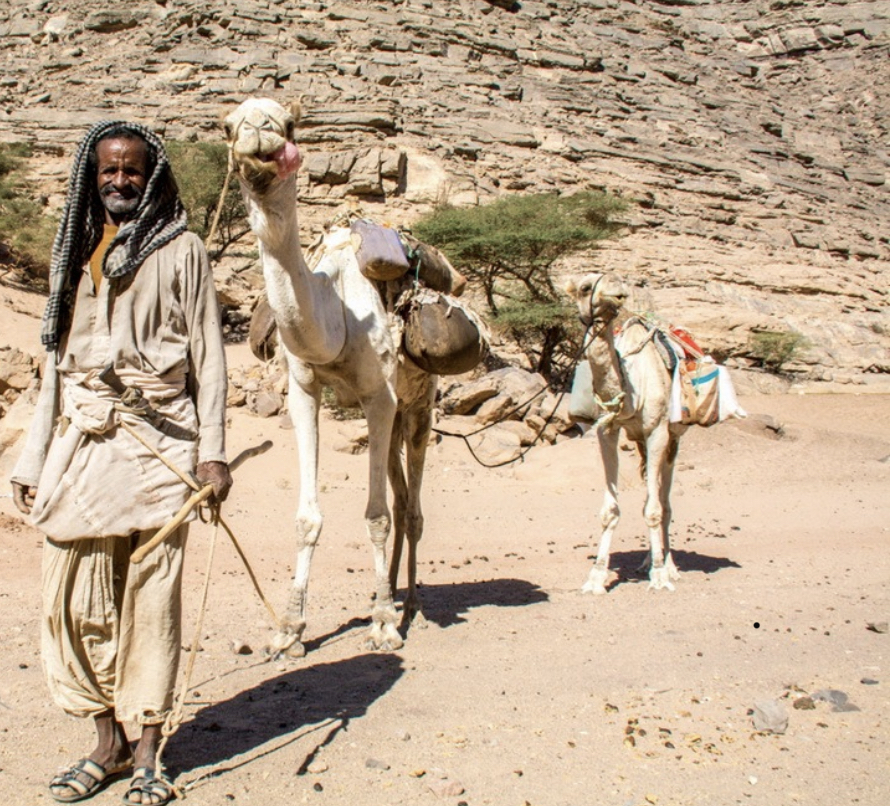
رجل من البجا

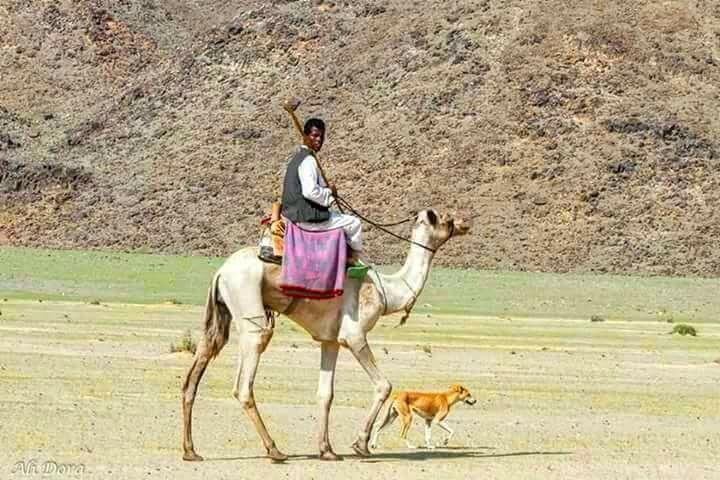
فتى من البجا

وتوجد قبائل البجا عموماً ذات عادت وتقاليد متقاربة ولباس متشابه إلى حد ما ونظام غناء ورقص متقارب، ويذكر أن في القديم قامت حروب عديدة بين قبائل البجا ولا يوجد في الوقت القريب أو العصر الحديث أي حرب ويوجد تزاوج كثير وتداخل كبير بين قبائل البجا. والحلنقه والهدندوة هما من أبرز قبائل البجا ويتحدثون الهدندوة بالبداويت والحلنقة  باللغة العربية والبداويت  وهم قبائل غالبها رعاة والقلة منهم مزراعون وهذه القبائل تتمتاز بالشجاعة والفراسة حيث أن الهدندوة هم أول من ناصر الأمير عثمان دقنة في القتال ضد الأتراك والإنجليز. كما أن البجة هي عدد من القبائل التي تمتاز بطريقة حكم وفق نظام الإدارة ، الهدندوه، والبشاريين، والسبدرات، والحلنقه، والامرار، وهذه القبائل لها نظارات أي شيخ القبيلة له منصب يعرف بـالناظر، وبعض قبائل البجة لها عموديات مستقلة (ويعرف شيخها بمنصب العمدة) مثل الحدارب الأرتيقة والأشراف الكميلاب والسيقولاب والملهتكتاب. وبعض هذه القبائل يتحدث بلغة التقريه أو التقرايت خاصة في الجنوب من أقليم البجة والبعض الآخر يتحدث بالبداويت خاصة في الشمال وجزء منها يتقن اللغتين أي في المنطقة الوسطى واللغة العربية مع التنويه احتواء لغتي التقرايت والبداويت لكثير من المفردات والكلمات العربية.

## لغة البجا
يتحدث البجا لغتهم البجاوية وهي لغة كوشية قديمة لا يعرف لها حرف مكتوب اليوم واللغة السائدة عند أغلبية البجا هي البداويت وهي اللغة الرسمية لدى قبائل البجا والأمرار والبشارين والحلنقة  والسبدرات.

## معرض الصور

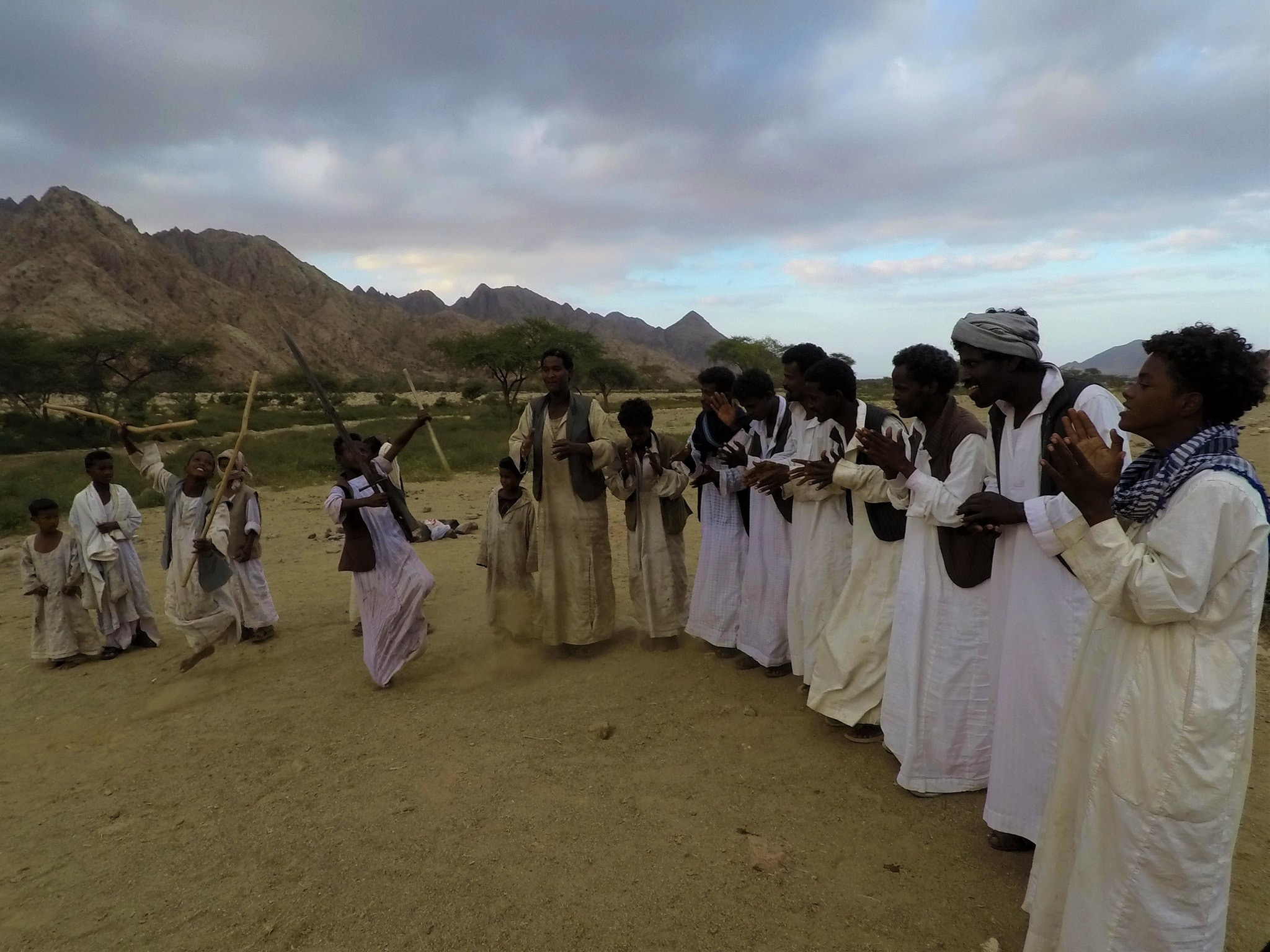
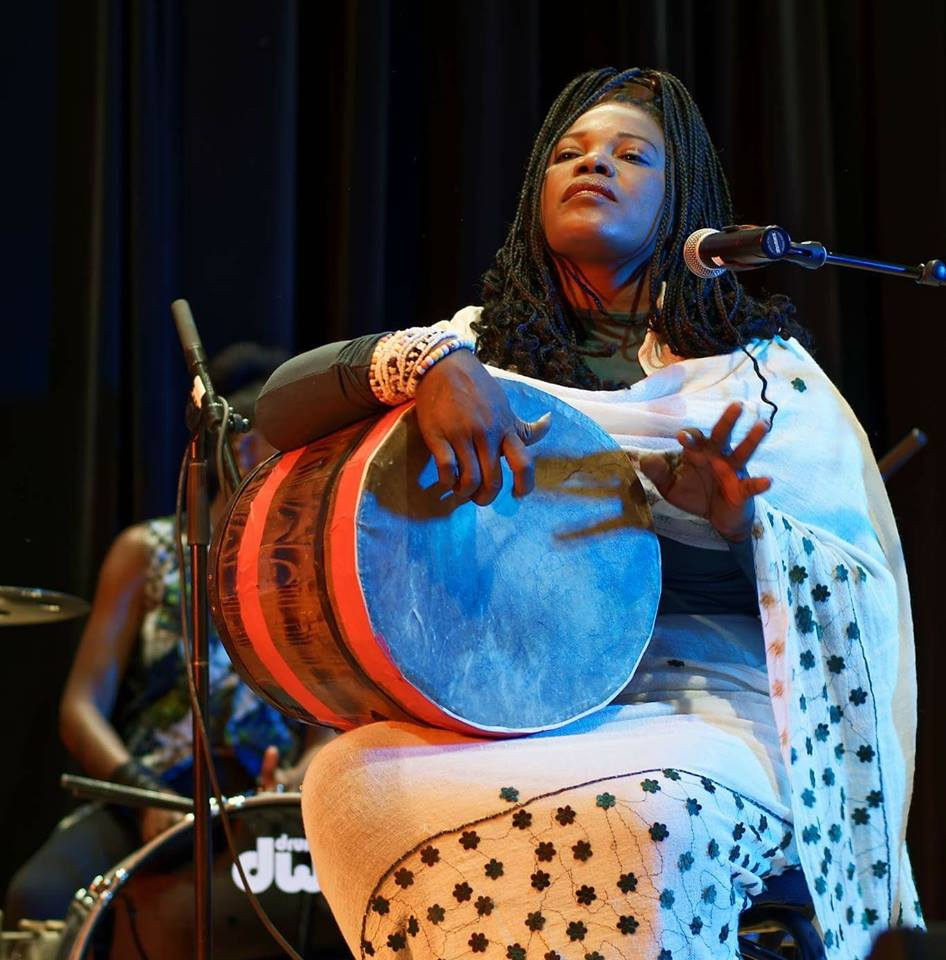
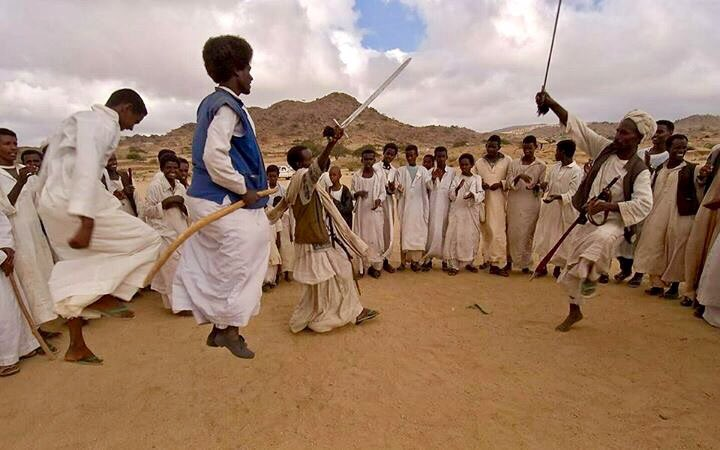
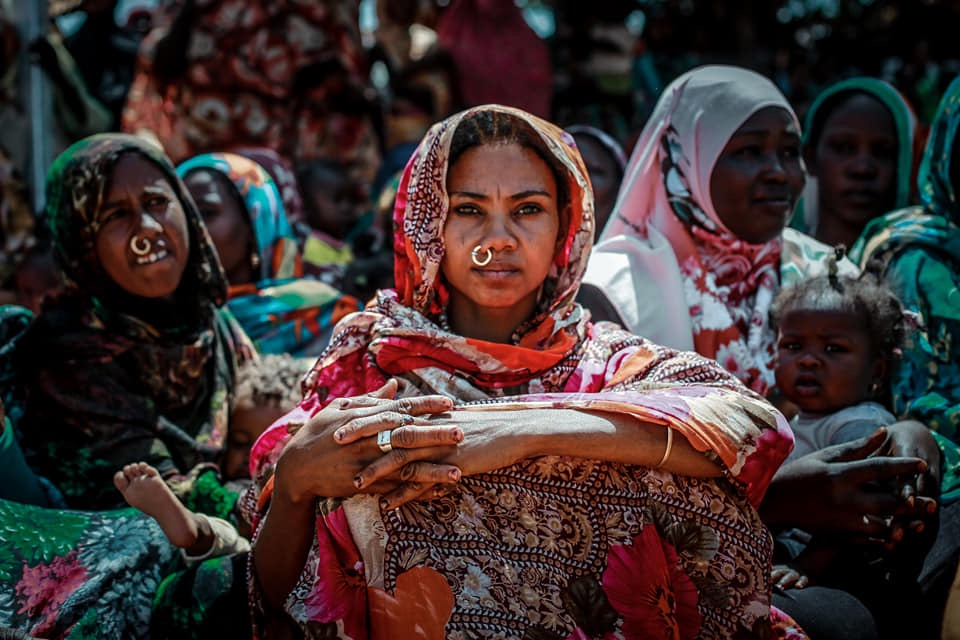
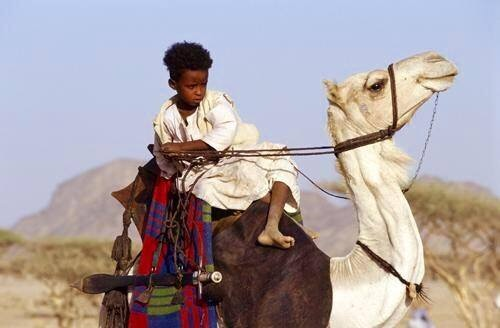
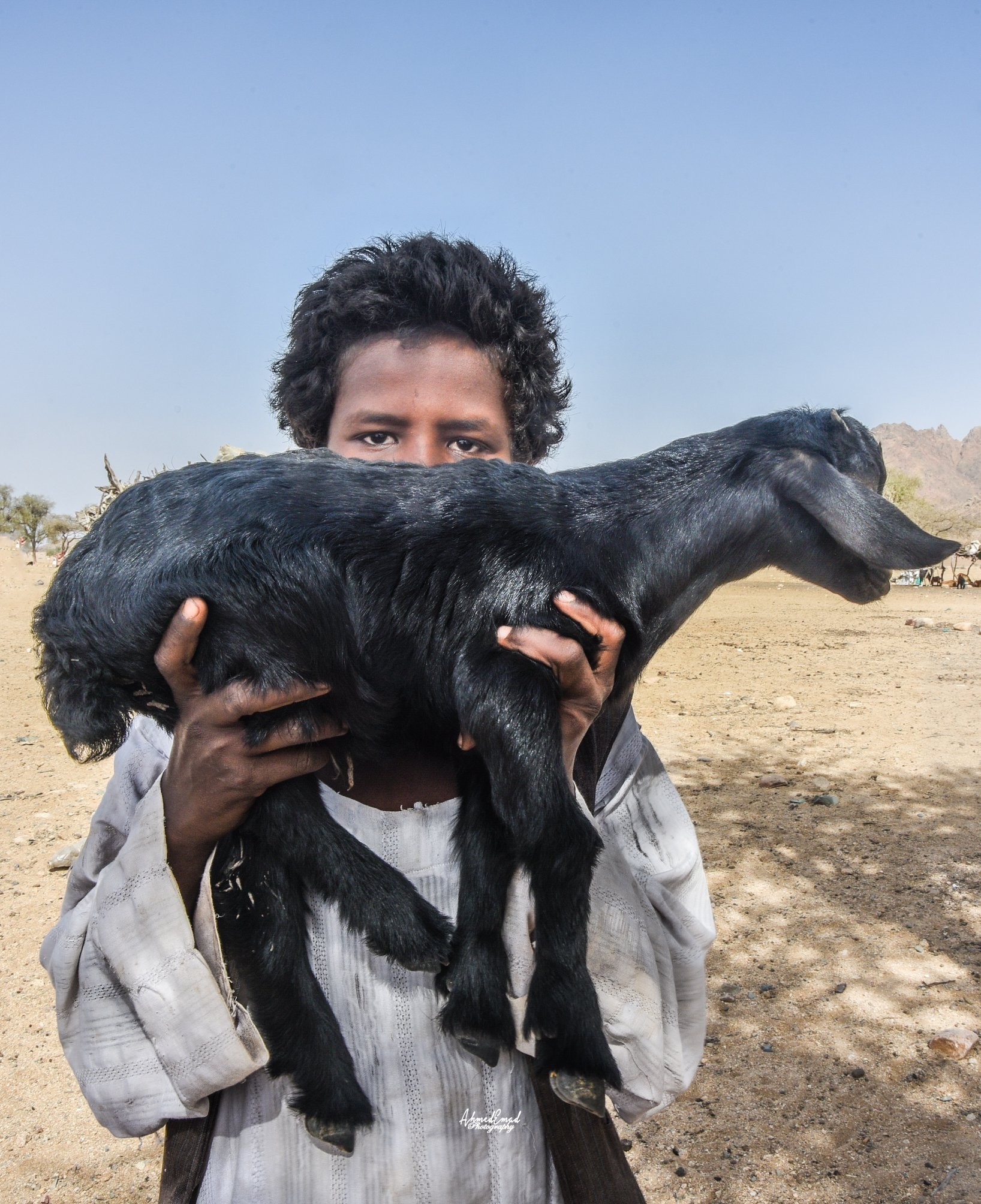
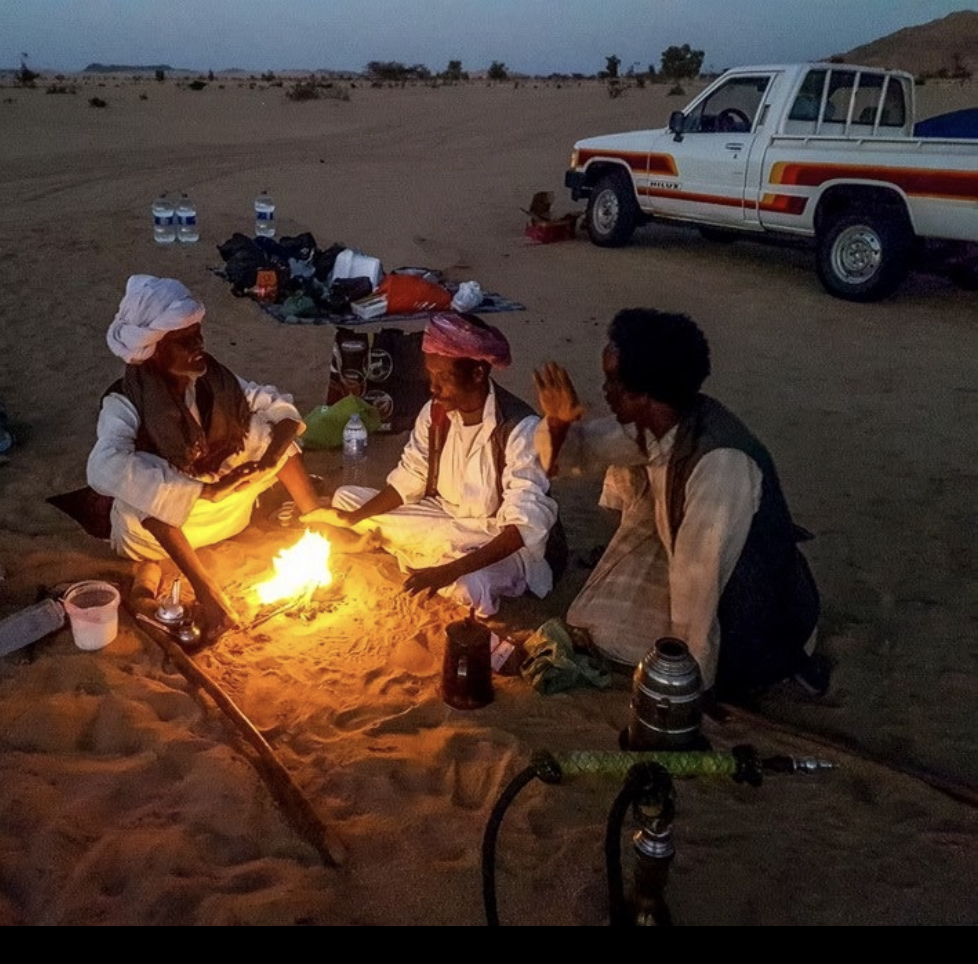
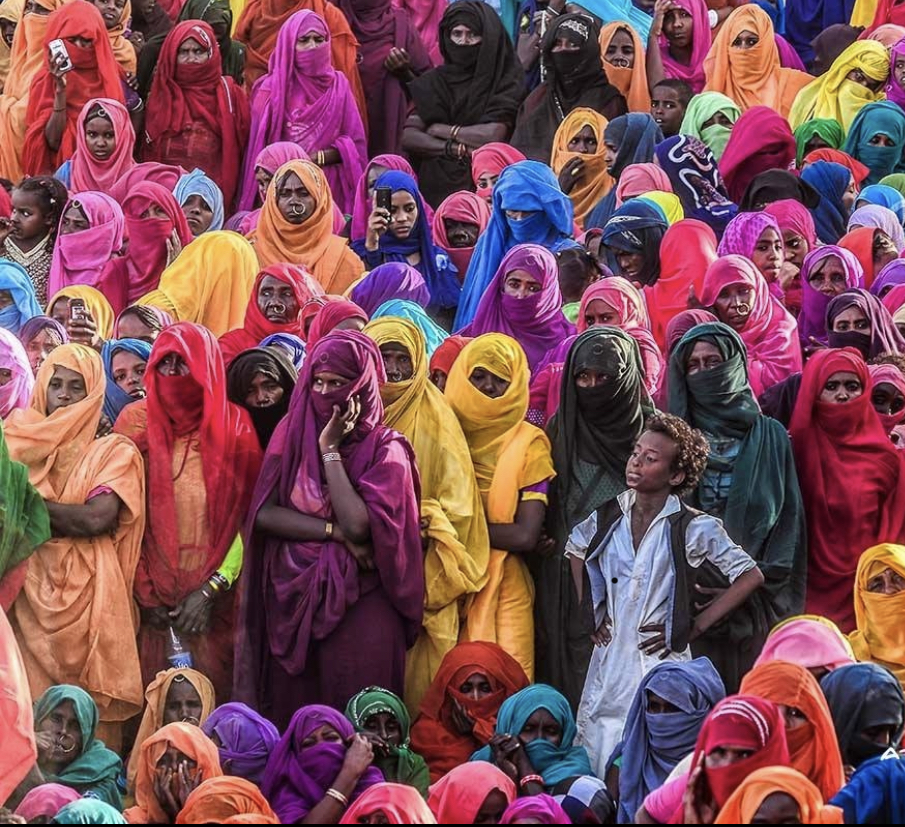
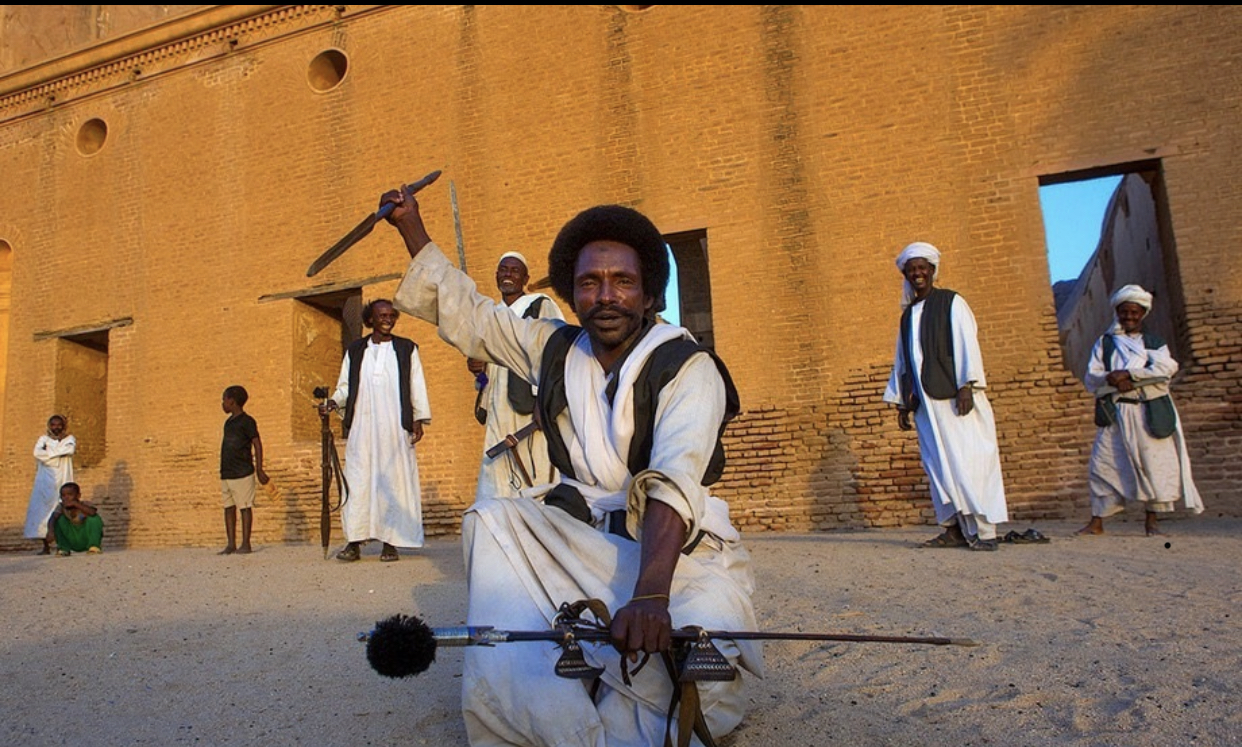

## انظر ايضا
*عثمان دقنة

## وصلات خارجية
- موقع مؤتمر البجة